# 探偵・由利麟太郎
『探偵・由利麟太郎』（たんてい ゆり りんたろう）は、2020年6月16日から7月14日までカンテレ制作・フジテレビ系の「火曜21時枠」で放送された横溝正史による「由利麟太郎シリーズ」を原作とするテレビドラマ。主演は吉川晃司で、吉川は本作品が地上波連続ドラマ初主演となる。全5回。

## 概要
横溝が自身の代表作である「金田一耕助シリーズ」よりも前に執筆していた探偵・由利麟太郎が活躍するシリーズ作品を初めて連続ドラマ化した作品である。
原作の時代設定は戦前の昭和であるが、ドラマでは令和に置き換えるなどの変更が行われている。
キャッチコピーは「観察すれば、真実は自ずと浮かび上がる。」。

## あらすじ
由利麟太郎は、元・警視庁捜査一課長の経歴を持つ探偵にして犯罪心理学者。頭脳明晰で「警視庁にその人あり」と言われるほど優秀な人物であったが、ある事件をきっかけに警視庁を退職し、現在では学生時代を過ごした京都に居を移している。由利は波田聡美が営む骨董品店「加茂句堂」の一室を活動拠点に、出版社の山岸克平から紹介された由利を「先生」と慕うミステリー作家志望の青年・三津木俊助を助手に従え、大学時代の旧友である京都府警の等々力警部の協力を受け、類稀なる洞察力と論理的思考で次々と難事件の解決に挑戦する。

## キャスト

### 主要人物
由利麟太郎（ゆり りんたろう）
演 - 吉川晃司
元・警視庁捜査一課長の経歴を持つ探偵にして犯罪心理学者。白髪の紳士。犯罪心理学に関する書籍を執筆する傍ら、過去の経歴と実績から嘱託で事件の捜査協力を依頼されるなど、警察から全幅の信頼を寄せられている。
ある事件をきっかけに警視庁を退職し、学生時代を過ごした京都に移住している。執務中以外は椅子に深く腰掛け目を閉じ、蓄音機で趣味のオペラのレコード鑑賞をしていることが多く、時折、風防のガラスがひび割れた懐中時計を傍らにして、ある女性のことを追憶し物思いにふけることがある。
食事の際は自宅、外食を問わず紙エプロンをかけることが流儀。ミステリー映画への造詣も深い。
学生時代に北米のロッキー山脈で出会ったハンターから学んだトレース技術に基づき、ひたすら事件現場を観察し続けて浮かび上がる違和感、不自然な箇所を追跡することで捜査を行う。先端恐怖症でありながら弓道の心得があり、静寂の中、弓を構え、的を見据えて精神を集中させることが難事件解決の一助となっている。あまり多くを語らない静かな男だが、その洞察力と論理的思考力には目を見張るものがある。決め台詞は「今、的を捉えました」。
愛車は黒い1949フォード・カスタム。
三津木俊助（みつぎ しゅんすけ）
演 - 志尊淳
ミステリー作家志望の青年。由利を「先生」と慕い、難事件の捜査で助手を務める。由利を崇拝するあまり、自身の小説の執筆もそこそこに彼の活躍の記録を配信するWEBサイト『由利麟太郎の事件簿』の運営に心血を注いでいる。パソコンやスマートフォンなどのIT機器の取り扱いに精通しており、現場検証で警察よりも先にパソコンのデータ解析をしても、鑑識よりも作業が早いことから等々力警部から黙認されている。
童顔のため波田からは学生と勘違いされている。高校時代はミステリー同好会に所属していた。
愛車はベージュ色のホンダ・スーパーカブ。

### 主要人物の関係者
等々力警部（とどろきけいぶ）
演 - 田辺誠一
京都府警の警部で、由利とは京都で大学時代をともに過ごした旧友で、同じ弓道部の仲間でもあった。由利の事件解決能力に一目置き、難事件の捜査に協力する。たい焼きが大好物で、たい焼きを片手に殺人現場に顔を出す。IT機器を使いこなす三津木とは対照的に、スマートフォンやカーナビの扱いにも手間取る機械音痴。学生のころは由利のことを「ユリリン」と呼び、等々力は由利から「トド」と呼ばれていた。
波田聡美（はだ さとみ）
演 - どんぐり
骨董品店「加茂句堂」の店主で、骨董品店を営む一軒家の一角を由利に貸している。由利に一方的に好意を寄せており、時折、由利に店番や買い物などの用事を託け、そのお礼にお菓子や食事を振舞っている。京都弁を話す。
山岸克平（やまぎし かっぺい）
演 - 木本武宏
出版社の編集者。ミステリー作家志望の三津木に目を掛けて叱咤激励する。小説執筆の参考になればと、三津木に自社から犯罪心理学の書籍を出版している由利を紹介したが、三津木が由利の活躍の記録に没頭し小説の執筆が滞ってしまい、「才能が枯渇する」と心配している。そのため、執筆のためのネタ探しができればと三津木を仮装パーティーに誘うが、それがもとで三津木は殺人の容疑で警察に身柄を拘束されている。

### 京都府警の関係者
松戸鈴子
演 - 森山くるみ
京都府警の女性刑事。等々力警部の部下で、彼とともに現場検証や容疑者の取り調べにあたる。
等々力の妻
演 - あだち理絵子
等々力警部の妻。お土産と思い等々力から手渡された紙袋に、洗濯物と食べかけのたい焼きが入っていたため呆れ返るが、少々だらしないところがある等々力のために愛妻弁当を作り、出勤時にはネクタイを締め直してあげるなど甲斐甲斐しく彼の世話を焼いている。

### ゲスト
第1話
- 日下瑠璃子（イラストレーター・瑛造の養女）〈28〉 - 新川優愛（幼少期：朝日湖子、学生時代：詩季）
- 日下瑛一（瑛造の息子・瑠璃子の血のつながらない兄）〈30〉 - 長田成哉（幼少期：中須翔真）
- 日下瑛造（遺伝子研究者） - 中村育二
- 日下魁太（瑛造の遠縁の子供）〈12〉 - 栗田倫太郎
- 湯浅建彦（瑛造の共同研究者） - 佐戸井けん太
- 八十川藤吉（凶悪な強盗犯・故人） - 高島和男

第2話
- 吉岡エマ（祇園のクラブ「マダムシルク」のホステス） - 水上京香
- 五月翔太（青年実業家・エマの恋人） - 赤楚衛二
- 神崎美沙子（「マダムシルク」のホステス・五月の元恋人） - 柳ゆり菜
- 井出圭一（三津木の高校時代のミステリー同好会の旧友） - 尾上寛之（少年時代：河原田俊斗）
- 井出江南（井出レンズ社長・圭一の父）- 入江毅
- 小松四郎（住職・「マダムシルク」の常連客）- 西尾塁
- ジョン・ドウ（エマに海外ドラマへの出演を持ち掛けたイギリス人）- クリス・ホドル
- 梶原絹江（「マダムシルク」のマダム） - 山口香緒里

第3話
- 名越優美（モデル） - 村川絵梨
- 名越恭介（優美の夫・料理研究家志望） - 浅利陽介
- 白川珠喜（優美のモデル仲間） - 島居香奈
- 川瀬文乃（優美のモデル仲間） - 阿部純子
- 鮎沢慎吾（モデル事務所の社長） - 金山一彦
- 木島（モデル事務所のスタッフ） - 三角園直樹

第4話、最終話
- 原さくら（ソプラノ歌手・オペラ界のスター） - 高岡早紀
- 原聡一郎（さくらの夫） - 大鶴義丹
- 土屋恭蔵（さくらのマネージャー・咽頭がんで引退した元オペラ歌手） - 鈴木一真
- 相良千恵子（若手歌手・さくらの弟子） - 吉谷彩子
- 小野竜彦（テノール歌手） - 佐野岳
- 雨宮順平（土屋の助手） - 水沢林太郎
- 牧野謙三（コンダクター） - 大河内浩
- 川田良介（コントラバス奏者） - 佐渡山順久
- 蓮見清彦（トロンボーン奏者） - 本郷弦
- 志賀笛人（バリトン歌手）-水橋研二
- 藤本章二（かつて殺害された新人歌手・志賀の弟子）-池岡亮介
- 浅原警部（大阪府警の警部） - 板尾創路

## スタッフ
- 原作 - 横溝正史『由利麟太郎シリーズ』（角川文庫刊、柏書房刊）
- 脚本 - 小林弘利、仲井陽
- 音楽 - ワンミュージック
- 主題歌 - 吉川晃司（ワーナーミュージック・ジャパン）[48]
  - メインテーマ - 「Brave Arrow」[48]
  - エンディングテーマ - 「焚き火」[48]
- 演出・プロデュース - 木村弥寿彦（カンテレ）
- プロデューサー - 萩原崇（カンテレ）、森井敦（東映京都撮影所）、福島一貴 （東映京都撮影所）
- 制作協力 - 東映京都撮影所
- 制作著作 - カンテレ

## 放送日程
| 各話                                                       | 放送日  | サブタイトル              | ラテ欄                                       | 原作         | 脚本            | 演出       | 視聴率 | 備考     |
| ---------------------------------------------------------- | ------- | ------------------------- | -------------------------------------------- | ------------ | --------------- | ---------- | ------ | -------- |
| 第1話                                                      | 6月16日 | 花髑髏                    | 名探偵への挑戦状! 花髑髏の秘密とは           | 花髑髏       | 小林弘利        | 木村弥寿彦 | 9.6%   | 15分拡大 |
| 第2話                                                      | 6月23日 | 憑かれた女                | 黒き怪人の脅威! 幻か現実か悪夢に憑かれた女   | 憑かれた女   | 小林弘利        | 木村弥寿彦 | 6.3%   |          |
| 第3話                                                      | 6月30日 | 殺しのピンヒール          | 殺人ピエロの罠! 相棒の容疑を晴らせ           | 銀色の舞踏靴 | 小林弘利 仲井陽 | 木村弥寿彦 | 6.6%   |          |
| 第4話                                                      | 7月07日 | マーダー・バタフライ 前編 | 蝶々殺人事件前編! 歌姫の死! 嵐の夜の謎       | 蝶々殺人事件 | 小林弘利        | 木村弥寿彦 | 5.9%   |          |
| 最終話                                                     | 7月14日 | マーダー・バタフライ 後編 | 衝撃の最終回! 歌姫の亡霊! 驚愕のトリックとは | 蝶々殺人事件 | 小林弘利        | 木村弥寿彦 |        |          |
| 平均視聴率 %（視聴率はビデオリサーチ調べ、関東地区・世帯） |         |                           |                                              |              |                 |            |        |          |

### インターネット配信
- 過去放送分は、FODプレミアム（フジテレビオンデマンド）、U-NEXT で有料見放題配信。

## 制作
在阪テレビ局であるカンテレが“ALL関西”を掲げ、1985年に放送された同局制作の『影の軍団 幕末編』以来34年ぶりにゴールデン・プライム帯の連続ドラマとして、前述の『影の軍団 幕末編』を共同制作した東映京都撮影所と再びタッグを組み、スタジオ撮影からロケ撮影など、すべて京都をはじめとする関西地区で撮影されている（詳細は#撮影を参照）。

### キャスティング
原作にあった由利の「白髪、ダンディー、達観したスタンス」というイメージから本作品のプロデューサー木村弥寿彦の頭に吉川晃司の姿が浮かんだことから、吉川が由利麟太郎役にキャスティングされた。
吉川は、オファーを受けた際に面白い挑戦だと思ったと複数のメディアとのインタビューの中で話しており、普通のドラマ制作では選ばれない自分に声がかけられたことから、今までのドラマとは違ったことをしたいという制作スタッフの想いを感じたとも話している。
吉川は由利麟太郎については若干認知していたものの、原作通りの時代設定で映像化するのは厳しいが、時代設定を現代に変更すれば成立すると思っていたと前述のインタビューの中で話している。
また、吉川はWOWOWのテレビドラマ『黒書院の六兵衛』にも出演しており、同作に参加した東映京都のスタッフが本作品にも参加したことがありがたかったと話している。
演技にあたり、由利がアメリカのハンターから学んだトレース技術が推理の基盤になっているという設定や、過去を引きずっているという点から荒野のカウボーイのような人物像を見出し、台詞ではなく横顔や後ろ姿から内面を表現することにした。このことから、劇中において由利は必要最低限しか話していない。加えて、弓道をたしなむという設定は吉川の提案によるものであり、それに関連して由利の行動のくせも追加された。
由利の助手で相棒の三津木俊助には、特撮番組『烈車戦隊トッキュウジャー』で主人公のトッキュウ1号・ライト役を務めた志尊淳が起用された。
第1話「花髑髏」には、モデル兼女優の新川優愛がイラストレーター・日下瑠璃子の役でゲスト出演した。新川はリアルサウンドとのインタビューの中で、台本を読んだ際の印象として「重たいお話だなと思ったのと同時に、こういった複雑な重さのあるお話は、経験させていただく機会が少なかったので、その意味では、楽しみだなと思いました」と述べている。
第2話「憑かれた女」の出演者の一人である水上京香は、自身が演じるホステス・吉岡エマについて、「何かに依存しやすい、寄りかかりやすい、結構弱い人間のような気がします」とフジテレビとのインタビューの中で話している。また、エマは感情の起伏が激しいという設定があり、水上はサブタイトルの通り「誰かに乗っ取られている」感覚があったと話しており、自分自身をつかみ切れていないと感じている日もあったと振り返っている。さらに、エマは叫ぶ場面が多いため、のどが痛くなることもあったと話している。
また、同じ回に出演した柳ゆり菜は、台本を読んだ際、「妄想なのか、現実なのか、よくわからないシーンもあって、難解な台本だなと」という印象を感じたとフジテレビとのインタビューの中で話している。柳はインタビューの中で元々他のキャラクターをいじめる役が多いとしつつも、自分が演じる神崎美沙子は特に強烈なキャラクターであり、「強い人物ではあるが、性格の強さや周囲の環境ゆえに『いやな女』になってしまったのではないか」と話している。
第3話「殺しのピンヒール」では、村川絵梨と浅利陽介が夫婦役でゲスト出演した。村川は、美脚モデルの名越優美を演じるにあたり、「強い女」ではあるものの、「憎たらしい女」にはならないように注意し、内面や台本に書かれていない部分を意識したとフジテレビとのインタビューの中で話している。
最終章「マーダー・バタフライ前編／後編」は2話連続であり、これまでよりも多くの俳優が登場した。
オペラ界のスター歌手・原さくら役の高岡早紀は台本を読んだ際、「[中略]芝居がメインというより、存在自体が、この物語にとって重要なのだなと感じました。言葉を使わず、ある意味存在感だけで芝居をするというのは、今まであまりなかったので、自分自身としては、どんな表現ができるのか、楽しみだと思いました」とフジテレビとのインタビューの中で話している。一方で、登場人物数が多いために台本を読み込まなくてはいけなかったほか、序盤で死ぬ役柄だったがゆえに吉川らとの対話がほとんどなかったとも話している。
さくらのマネージャー・土屋恭蔵を演じた鈴木一真は、監督から長い髪を切らないでほしいと頼まれたとフジテレビとのインタビューの中で話している。
また、土屋の助手の雨宮順平は社会人という設定だが、「MEN'S NON-NO」の専属モデルである水沢林太郎が演じた。
演じた当時、水沢は17歳の高校生であり、社会人の役を演じるのは本作品が初めてであり、不器用な新人を演じるのにも苦労したとフジテレビとのインタビューの中で話している。役作りにあたり、水沢は見た目から入るべく「新社会人の心得」といった本を読んだ。
さくらの弟子・相良千恵子を演じた吉谷彩子は、台本を読んだ印象として「こういう現代劇だけどちょっと時代物っぽい雰囲気の推理作品の役は、今まで演じたことがなかったので、しかも、物語を動かす立場なので、そこに対しての難しさが最初にきましたね」とフジテレビとのインタビューの中で話しており、強い印象を残せるようにするため、演じるに当たっては目づかいや言葉運びなども意識したとも話している。また、古谷は長いセリフを淡々と力強く話す役や、女優役、さらには探偵役もはじめてだったため、自分の役をかなり読みこんだとも話している。このほかにも、大阪府警の警部・浅原役で板尾創路が出演している。

### 撮影
本作品はスタジオ撮影からロケ撮影まで、すべて京都をはじめとする関西地区で撮影されており、下記に示す代表的なシーンが撮影されたロケ地のみならず、スタジオ撮影においても東映京都撮影所（京都市右京区）で撮影が行われている（「加茂句堂」の店内、由利の仕事部屋、第1話の日下邸内の瑛造の実験室、第2話の事件が起きた洋館の館内はいずれも撮影所のスタジオセット）。
ロケ地が京都をはじめとする関西地区となった理由は主演の吉川晃司の提案と、制作サイドの意図の双方によるところがある。
吉川は「ミステリー色の強い作品なので、趣のある建物や風景が大事。京都は、なんでこんなところに洋館があるの、とか不思議な建物が多くあって、そこに浮遊する空気で立体感を出せる。僕自身、京都で撮ろうよって提案したんです」と京都新聞のインタビューでコメントしている。また、吉川はフジテレビとのインタビューにおいても、「結果的に、やっぱり京都で撮れて良かった。ロケに行っても、趣のある建物が多いし、太秦のスタッフは映像に独特の陰影や奥行きを出せる」と話している。
- 向日神社[72]（京都府向日市）- 由利が推理をまとめる際、精神を集中するために弓を射る境内のシーンを撮影。
- 菅大臣神社[73]（京都市下京区）-  入口石鳥居の向かって右側の町屋を由利の下宿先、骨董品店「加茂句堂」の外観として撮影。
- 旧乾邸[74]（神戸市東灘区）- 第1話で日下邸として撮影（作中での所在地は京都市伏見区となっている）。
- 生そば やっこ[75]（京都市中京区） - 第1話で由利がにしん蕎麦を、第3話で由利と等々力が食事するシーンを撮影。
- 愛宕念仏寺[54]（京都市右京区）- 第1話で瑠璃子と瑛一が訪れた輪願寺の瑠璃堂として撮影。
- ヴォーリズ建築の住宅[76]（滋賀県近江八幡市） - 第2話で由利と三津木たちが調査する洋館の外観、玄関ホールとして撮影。
- 大阪市中央公会堂（中之島公会堂）[77][66]（大阪市北区） - 第4話、第5話で原さくらの歌劇団が大阪公演を行う中之島公会堂として撮影（原作通り）。

また、本作品は2019新型コロナウイルスの感染拡大で開催延期となった東京五輪が本来は2020年7月に開幕予定だったことから、“オリンピックシフト”で当初より6月に放送を開始する全5話の"連続特別ドラマ"として企画・制作が進んでいたため、撮影はコロナ禍の影響を受ける直前だった2020年3月末にクランクアップしている。

## 反響
由利麟太郎を演じる主演の吉川晃司は本作品への出演前に、テレビ朝日・東映制作の特撮映画『仮面ライダー×仮面ライダー W&ディケイド MOVIE大戦2010』で仮面ライダースカルに変身する探偵・鳴海荘吉を演じていたことから、SNS上では由利麟太郎と鳴海荘吉がどちらも「探偵」であることに着目した特撮ファンによる盛り上がりが見られた。
さらに、由利の助手で相棒の三津木を演じた志尊淳も同じくテレビ朝日・東映制作の特撮テレビドラマ『烈車戦隊トッキュウジャー』で主人公のトッキュウ1号・ライトを演じていたことから、仮面ライダースカルとトッキュウ1号という東映特撮ヒーローの共演に大喜びするコメントも見られた。
初回放送には、SNS上で吉川の演技を称賛する声が寄せられた。